# Auferstehungskirche (Rathenow)

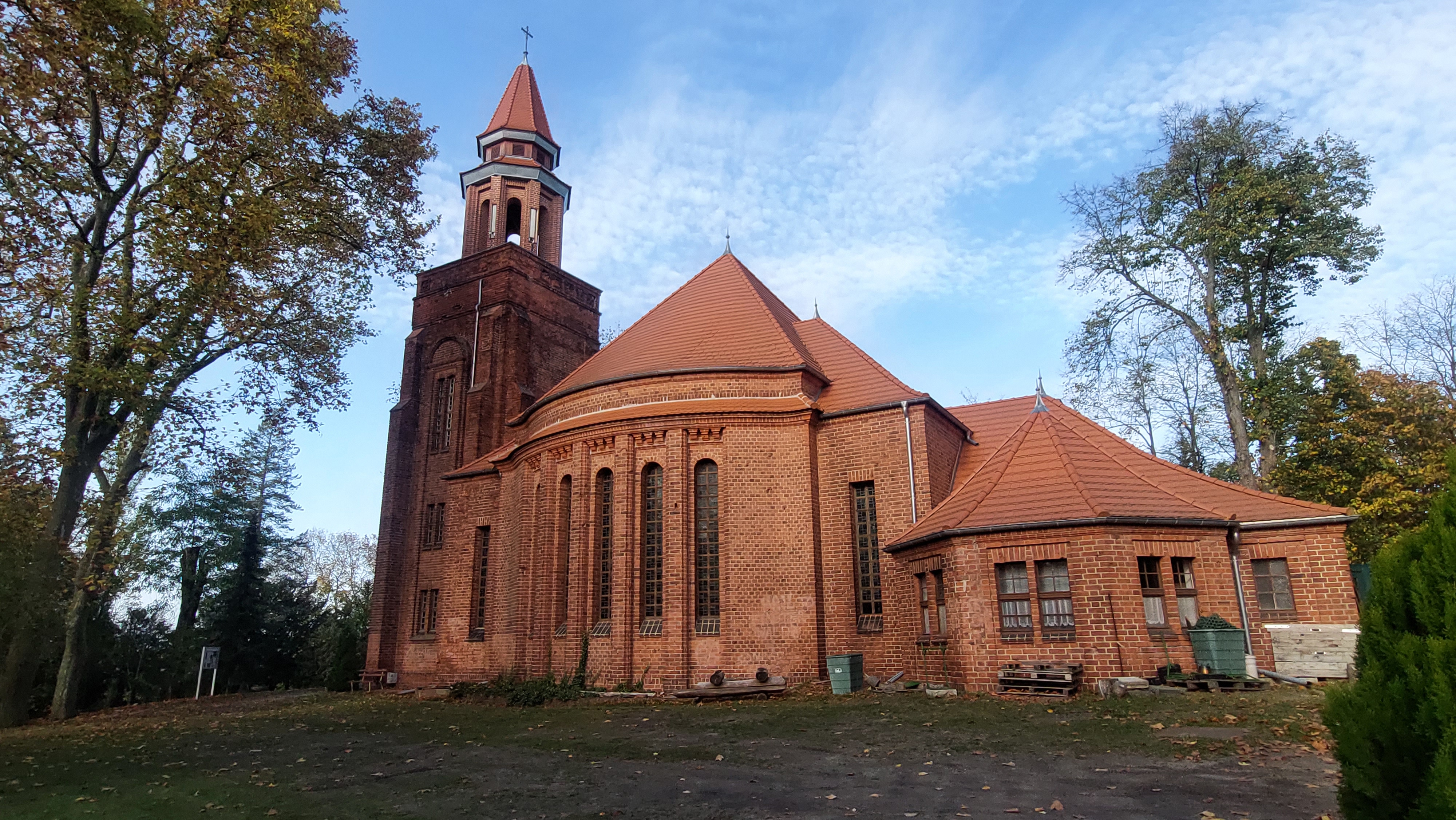
Auferstehungskirche in Rathenow

Die evangelische Auferstehungskirche ist eine Saalkirche auf dem evangelischen Friedhof in Rathenow, einer Stadt im brandenburgischen Landkreis Havelland. Die Kirchengemeinde gehört der Kirchengemeinde St. Marien-Andreas Rathenow des Pfarrsprengels Rathenow im Kirchenkreis Nauen-Rathenow der Evangelischen Kirche Berlin-Brandenburg-schlesische Oberlausitz an. Das Gebäude steht unter Denkmalschutz.

## Baubeschreibung
Das Kirchengebäude steht zentral auf dem evangelischen Friedhof am Weinberg. Es handelt sich um einen Saalbau aus roten Backsteinen, der zwischen 1914 und 1917 nach Entwürfen des Kirchenbaurats Curt Steinberg erbaut wurde. Die Sakristei wird von polygonalen Anbauten flankiert. Der massive Westturm wurde im Zweiten Weltkrieg beschädigt und der oktogonale Aufsatz abgetragen. Dieser wurde bis 2015 rekonstruiert.
Die Seitenwände des Gebäudes schwingen gewölbt hervor und zeichnen sich durch schmale Rundbogenfenster aus. Das Kircheninnere überspannt eine flache Kassettendecke; den querrechteckigen Altarraum eine Holztonne. Im Innern befindet sich ein von Curt Steinberg im Jahr 1918 angefertigtes Ölbild, das die Auferstehung darstellt.